# Dendronephthya cocosiensis
Dendronephthya cocosiensis är en korallart som beskrevs av Henderson 1909. Dendronephthya cocosiensis ingår i släktet Dendronephthya och familjen Nephtheidae. Inga underarter finns listade i Catalogue of Life.